# Lake Placid (Florida)
Lake Placid is een plaats (town) in de Amerikaanse staat Florida, en valt bestuurlijk gezien onder Highlands County.

## Demografie
Bij de volkstelling in 2000 werd het aantal inwoners vastgesteld op 1668.
In 2006 is het aantal inwoners door het United States Census Bureau geschat op 1845, een stijging van 177 (10.6%).

## Geografie
Volgens het United States Census Bureau beslaat de plaats een oppervlakte van
7,3 km², waarvan 6,6 km² land en 0,7 km² water. Lake Placid ligt op ongeveer 13 m boven zeeniveau.

## Plaatsen in de nabije omgeving
De onderstaande figuur toont nabijgelegen plaatsen in een straal van 48 km rond Lake Placid.